# Jaci
Jaci är en kommun i Brasilien.   Den ligger i delstaten São Paulo, i den södra delen av landet, 600 km söder om huvudstaden Brasília. Antalet invånare är 5 657. Arean är 146 kvadratkilometer.
Terrängen i Jaci är platt.
Omgivningarna runt Jaci är en mosaik av jordbruksmark och naturlig växtlighet. Runt Jaci är det ganska glesbefolkat, med 28 invånare per kvadratkilometer.